# Conforme afbeelding

Een rechthoekig rooster wordt door f conform afgebeeld op een stelsel van elkaar loodrecht snijdende curven

In de wiskunde heet een  afbeelding conform of hoekgetrouw in een punt, als de beelden van twee lijnen door dat punt dezelfde hoek met elkaar maken als hun originelen. Een afbeelding die conform is in alle punten van het domein, heet een conforme of hoekgetrouwe afbeelding. Een conforme afbeelding behoudt de hoeken, en kan gebruikt worden om met behoud van zekere meetkundige eigenschappen ingewikkelde structuren om te zetten in eenvoudigere.

## Definitie
Een afbeelding {\displaystyle f:U\to V} met {\displaystyle U,V\subset \mathbb {R} ^{n}} heet conform of hoekgetrouw in het punt {\displaystyle u\in U} als voor elk paar krommen door {\displaystyle u} de georiënteerde hoek tussen de krommen bij de afbeelding behouden blijft.

## Eigenschappen
Conforme afbeeldingen behouden als gevolg van hun definitie ook de vorm van infinitesimale figuren, echter niet noodzakelijk hun afmetingen.
Conformiteit kan beschreven worden in termen van de Jacobiaan van de overeenkomstige coördinatentransformatie. Als de Jacobiaan overal een scalair veelvoud is van een rotatiematrix, is de transformatie conform.

## Generalisatie
Conforme afbeeldingen kunnen ook gedefinieerd worden tussen Riemann-variëteiten.